# Монтефалконе нел Санио
Монтефалко̀не нел Са̀нио (на италиански: Montefalcone nel Sannio) е село и община в Южна Италия, провинция Кампобасо, регион Молизе. Разположено е на 659 m надморска височина. Населението на общината е 1678 души (към 2010 г.).